# Madeleine Bernard
Pour les articles homonymes, voir Bernard (patronyme).
Madeleine Bernard, née le 14 février 1871 à Lille et morte le 20 novembre 1895 au Caire, est la sœur du peintre Émile Bernard.
Bien qu'elle ne soit pas peintre elle-même, elle fréquente les mêmes milieux artistiques que son frère, notamment à Pont-Aven où elle devient la « muse » du groupe des peintres qui y résident et où Paul Gauguin s'éprend d'elle.

## Biographie
Madeleine Sophie Héloïse Bernard naît à Lille le 14 février 1871. Elle est la fille d'Émile Ernest Bernard, marchand d'étoffes, et d'Héloïse, née Bodin. Son frère, le peintre Émile Bernard, est son aîné de trois ans. Très tôt, sa famille s'installe à Asnières.
Dans le sillage de son frère, Madeleine fréquente les milieux artistiques où elle fait la connaissance d'Odilon Redon et de Vincent van Gogh.
En août 1888, elle rejoint Émile à Pont-Aven où elle devient en quelque sorte la muse du groupe des peintres qui y résident. Elle fait la rencontre de Paul Gauguin qui tombe amoureux d'elle et lui fait une cour passionnée mais la jeune femme entretient une liaison avec le peintre Charles Laval.
Madeleine, esprit indépendant, anticonformiste, rompt avec sa famille et quitte la France pour l'Angleterre, puis pour Genève. Atteinte de tuberculose — Charles Laval, qui lui a sans doute transmis cette maladie, en meurt en 1894 —, elle s'éteint le 20 novembre 1895 au Caire, quelques mois après son arrivée dans cette ville où elle a rejoint son frère qui s'y est installé.

## Source d'inspiration
Madeleine Bernard sert de modèle à son frère, qui réalise plusieurs portraits d'elle, dont en 1888 Madeleine au Bois d'Amour, peint peu après son arrivée à Pont-Aven. Elle figure également sur le tableau Marché à Pont-Aven où elle est le seul personnage représenté nu-tête.
La toile la plus célèbre la représentant est celle peinte par Paul Gauguin, Portrait de Madeleine Bernard.

Madeleine Bernard en peinture
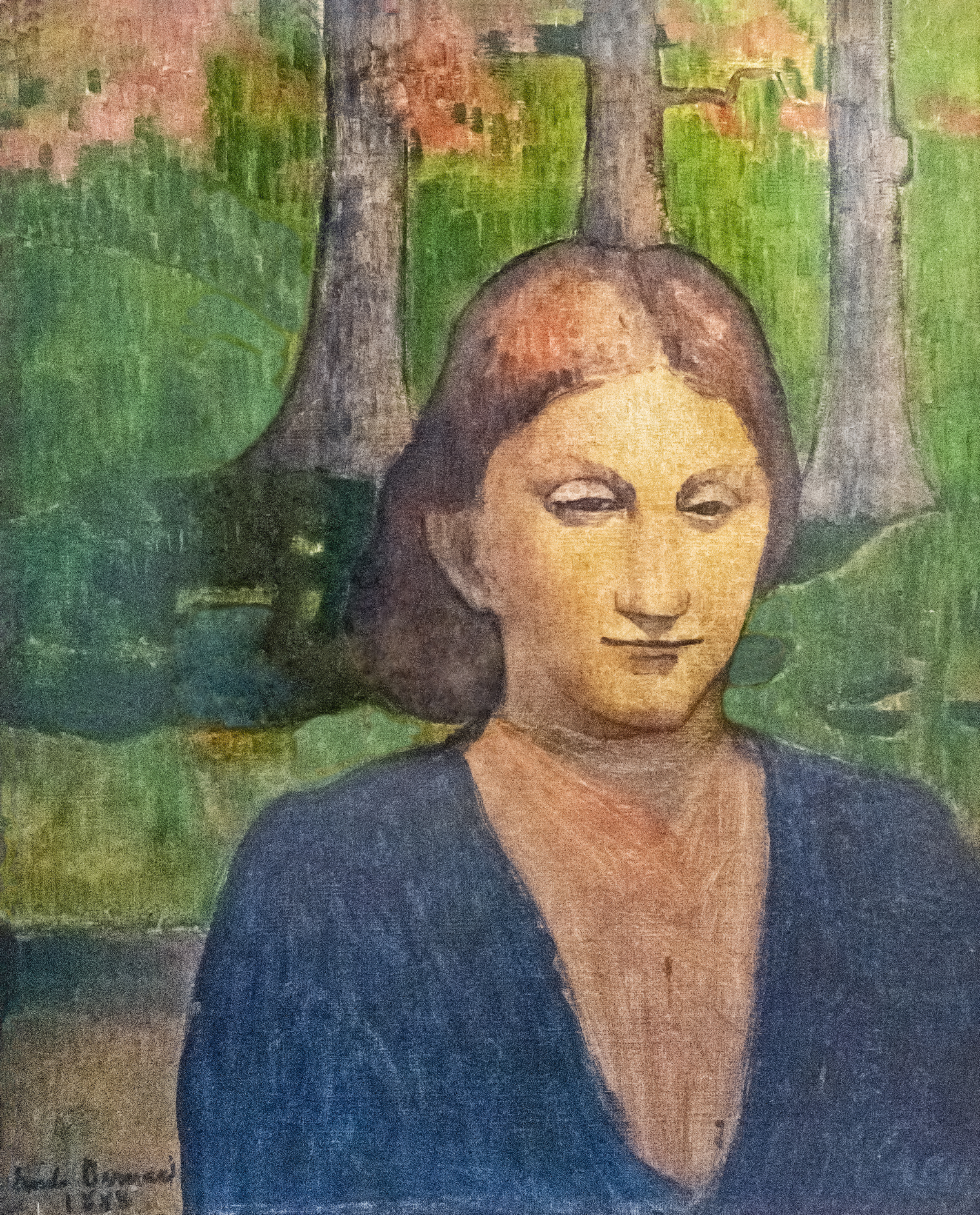
Portrait de ma sœur Madeleine (Émile Bernard, 1888).
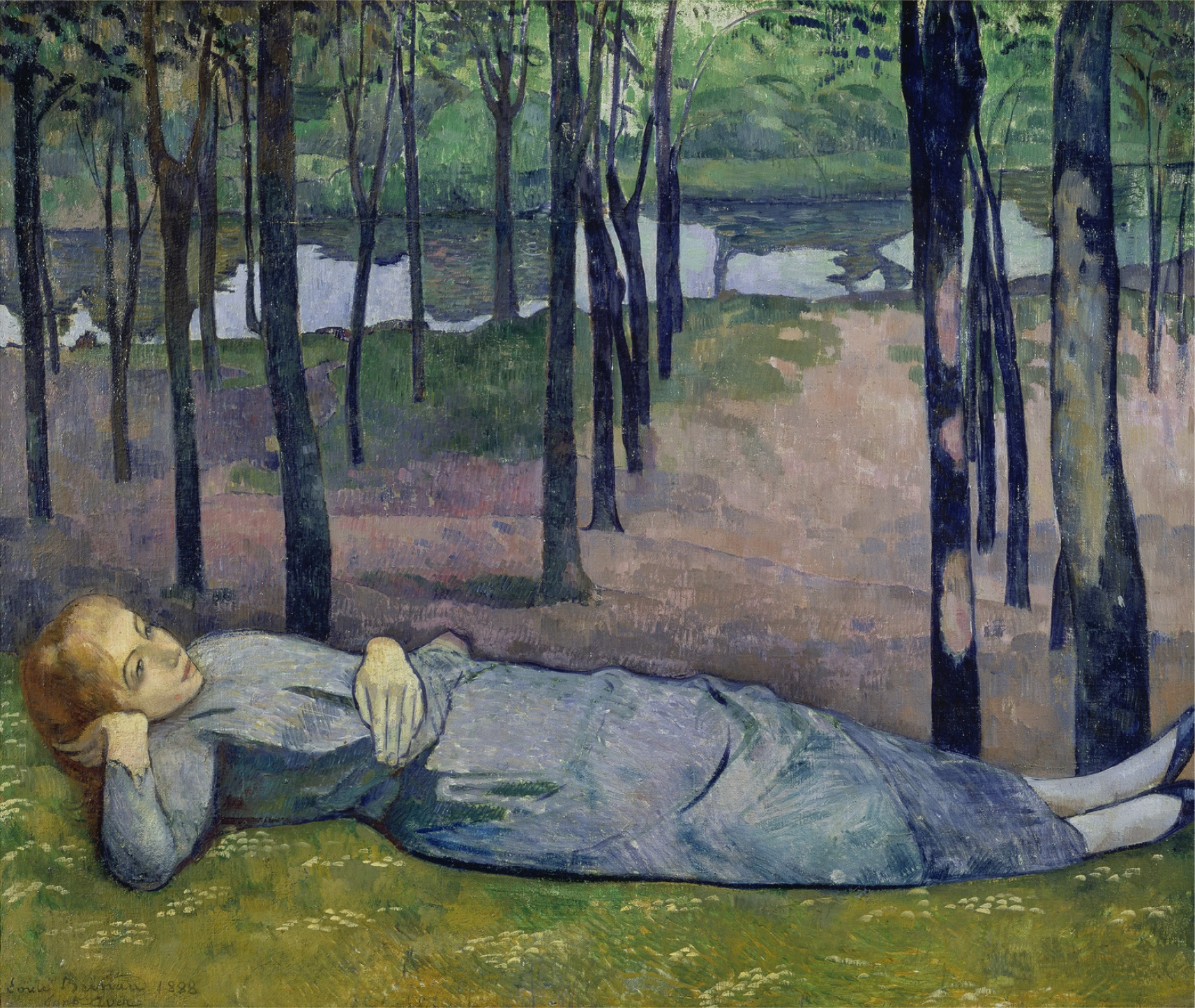
Madeleine au Bois d'Amour (Émile Bernard, 1888).
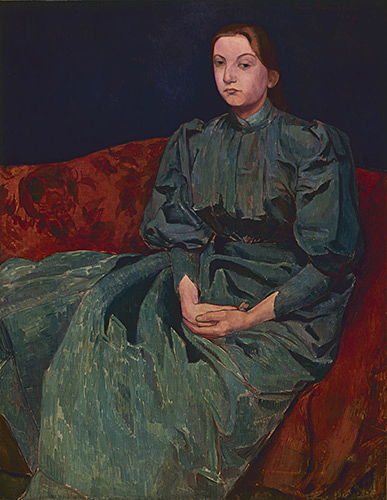
Portrait de Madeleine (Émile Bernard, 1889).
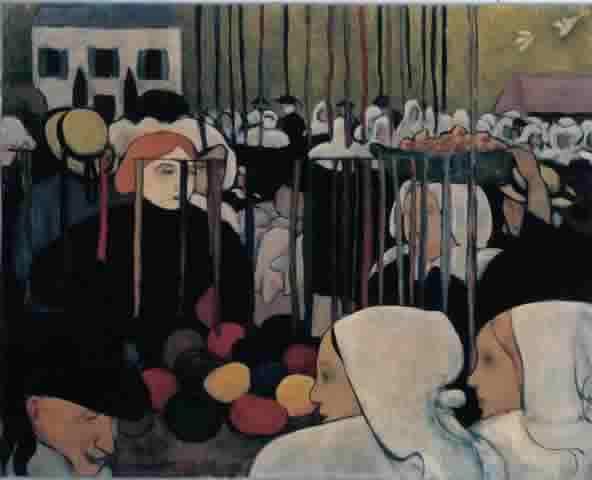
Marché à Pont-Aven (Émile Bernard, 1890).
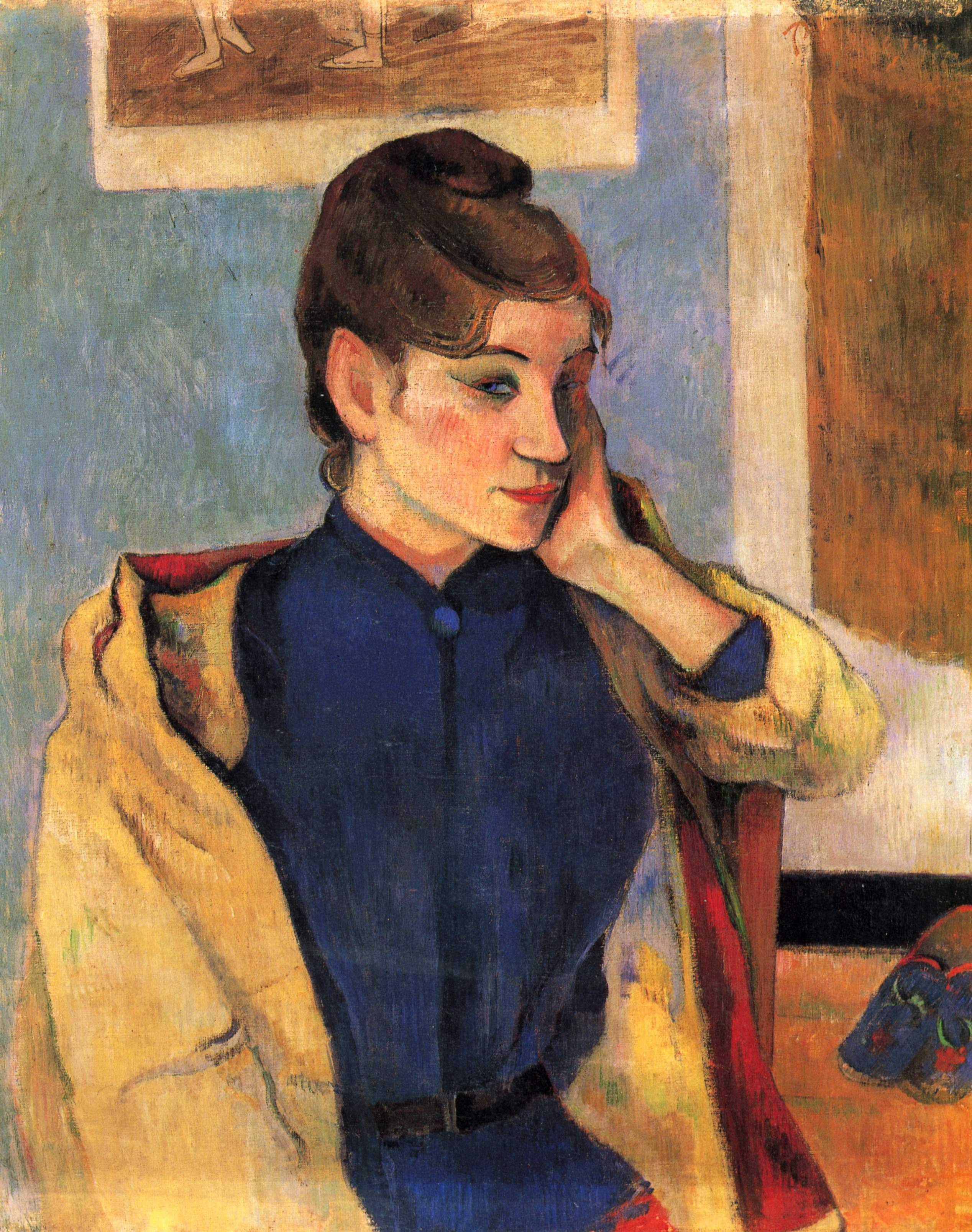
Portrait de Madeleine Bernard (Paul Gauguin, 1888).

Dans son album Portraits paru en 1995, le groupe Tri Yann inclut la chanson Madeleine Bernard, histoire romancée et fantastique de la rencontre de la jeune fille et de Gauguin.